# Austenită

Diagrama de echilibru Fe-Fe_{3}C
L = lichid (metal topit)
Fe_{3}C = cementită
0–2,11 % C – oțeluri ; 2,11–6,67 % C fonte albe

Austenita este un amestec (o soluție solidă) de carbon  și fier notată cu litera grecească γ (gamma), cu structură cristalină cubică cu fețe centrate, paramagnetică. Este denumită după metalurgistul britanic William Chandler Roberts-Austen. 
În oțelurile și fontele nealiate austenita se întâlnește doar la temperaturi de peste 727 °C. La răcirea foarte lentă sub această temperatură austenita se descompune, prin transformare eutectoidă, într-un amestec mecanic de ferită și cementită numit perlită. În aceste condiții austenita poate să conțină maxim 2,11 % C, la temperatura de 1.148 °C. La o răcire bruscă sub temperatura de 727 °C (călire) se pot obține, în funcție de nivelul de subrăcire (diferența dintre temperatura de început a răcirii și temperatura până la care se face răcirea), constituenți în afară de echilibru, cum ar fi sorbita, troostita, bainita și martensita. În cazul formării martensitei, datorită condițiilor formării ei, în material rămân întotdeauna cristale netransformate de austenită (austenită reziduală).
Prin adăugarea de elemente de aliere, domeniul de existență al austenitei pure poate să sufere modificări considerabile. Nichelul și manganul stabilizează austenita, coborând temperatura de transformare eutectoidă. În cazul extrem austenita rămâne stabilă chiar și la temperatura camerei, oțelurile în care se petrece acest lucru numindu-se oțeluri austenitice. Pe de altă parte, cromul, siliciul, molibdenul etc. ridică temperatura de transformare eutectoidă, restrângând domeniul austenitei.